# Türkheim
Türkheim – gmina targowa w Niemczech, w kraju związkowym Bawaria, w rejencji Szwabia, w regionie Donau-Iller, w powiecie Unterallgäu, siedziba wspólnoty administracyjnej Türkheim. Leży w Szwabii, około 10 km na wschód od Mindelheimu, nad rzeką Wertach, przy linii kolejowej Bad Wörishofen - Augsburg.

## Polityka
Wójtem gminy jest Silverius Bihler, rada gminy składa się z 20 osób.
|      | CSU | SPD | FW | Zieloni | Razem |
| 2008 | 6   | 6   | 8  | 20      |       |
| 2002 | 7   | 6   | 7  | 20      |       |

### Współpraca
Miejscowość partnerska:
- Vaskút, Węgry od 6 czerwca 1992

## Osoby urodzone w Türkheimie
- Ludwig Aurbacher (1748–1847), pisarz
- Johann Georg Bergmüller (1688–1762), malarz
- Samuel Edel (1593-1652), teolog